# Plop en Kwispel
Plop en Kwispel is de vierde film van Kabouter Plop. De film is gemaakt in 2004 door het Belgische bedrijf Studio 100. De regie was in de handen van Matthias Temmermans.

## Verhaal
Kwispel, het hondje van Jan, loopt rond middernacht tijdens een regenachtige storm weg van huis. Het hondje wordt de volgende dag gevonden door de kabouters Plop, Klus Kwebbel en Lui van het kabouterbos die hem verzorgen. Wanneer de kabouters diezelfde avond via de radio horen dat het hondje van Jan is en dat hij zijn vriendje erg mist, gaan de kabouters de volgende dag op missie om Kwispel terug te brengen naar zijn baasje Jan.

## Acteurs
| Acteur               | Personage        |
| -------------------- | ---------------- |
| Walter De Donder     | Kabouter Plop    |
| Aimé Anthoni         | Kabouter Klus    |
| Chris Cauwenberghs   | Kabouter Lui     |
| Agnes De Nul         | Kabouter Kwebbel |
| Dylan Michel         | Jan              |
| Govert Deploige      | Papa             |
| Yendi Cassis         | Kwispel          |
| Jelle Cleymans       | Jelle Cleymans   |
| Paul-Emile Van Royen | Verhuizer 1      |
| Bart Van Ruymbeke    | Verhuizer 2      |
| Bart Depreitere      | Radio-technicus  |

## Trivia
- Deze film werd in vijf dagen opgenomen.[1]

## Liedjes
- Goeiemorgen
- Alles Is Leuker (Door Jelle Cleymans)